# Gaton
Gaton (hebr. געתון; ang. Ga'ton) – kibuc położony w Samorządzie Regionu Matte Aszer, w Dystrykcie Północnym, w Izraelu. Członek Ruchu Kibuców (Ha-Tenu’a ha-Kibbucit).

## Położenie
Kibuc Gaton jest położony na wysokości 294 metrów n.p.m. na zachodnich zboczach wzgórz Górnej Galilei. Okoliczny teren opada w kierunku zachodnim do wzgórz Zachodniej Galilei i dalej na równinę przybrzeżną Izraela. Na północ od osady przepływa strumień Merac, który na zachodzie wpada do rzeki Gaton. Na południu przepływa strumień Aszerat. Sąsiednie wzgórza są zalesione. W otoczeniu kibucu Gaton są położone miasto Ma’alot-Tarszicha, miejscowość Kefar Weradim, kibuce Jechi’am, Kabri i Elon, moszawy En Ja’akow, Amka, Ben Ammi i Manot, wioski komunalne Kelil i Newe Ziw, oraz arabska wioska Szajch Dannun.

### Podział administracyjny
Gaton jest położony w Samorządzie Regionu Matte Aszer, w Poddystrykcie Akka, w Dystrykcie Północnym.

## Demografia
Stałymi mieszkańcami kibucu są wyłącznie Żydzi. Tutejsza populacja jest świecka:

Źródło danych: Central Bureau of Statistics.

## Historia
Na położonym na południu wzgórzu znajdował się zamek krzyżowców nazywany Judyn. Zamek został odbudowany w XVIII wieku przez osmańskiego gubernatora Galilei, Dhaher al-Omara. W 1775 roku Jezzar Pasza zburzył ten zamek. W otoczeniu zamku pozostała arabska wioska Chirbat Dżiddin. Po I wojnie światowej cała Palestyna przeszła pod panowanie Brytyjczyków. W okresie tym żydowskie organizacje syjonistyczne zaczęły odkupywać tutejsze grunty od arabskich właścicieli. Umożliwiło to założenie w 1946 roku kibucu Jechi’am. Przyjęta 29 listopada 1947 roku Rezolucja Zgromadzenia Ogólnego ONZ nr 181 przyznała ten obszar państwu arabskiemu. Podczas wojny domowej w Mandacie Palestyny w 1948 roku w wiosce stacjonowały siły Arabskiej Armii Wyzwoleńczej, które paraliżowały żydowską komunikację w całej Galilei. W dniu 27 marca 1948 roku zaatakowany został w tym rejonie żydowski konwój, w którym zginęło 47 żołnierzy organizacji paramilitarnej Hagana. Podczas I wojny izraelsko-arabskiej w lipcu 1948 roku Izraelczycy przeprowadzili operację „Dekel”, w trakcie której 11 lipca 1948 roku po krótkiej walce zajęli wioskę Chirbat Dżiddin. Większość mieszkańców uciekła wówczas do sąsiednich arabskich wiosek. Następnie Izraelczycy wyburzyli wszystkie arabskie domy.
Współczesny kibuc Gaton został założony w październiku 1948 roku przez członków młodzieżowego ruchu syjonistycznego Ha-Szomer Ha-Cair z Węgier. Wyemigrowali oni do Ziemi Izraela po Holocauście, zostali internowani przez Brytyjczyków na Cyprze i po proklamacji niepodległości Izraela w maju 1948 roku przyjechali do swojej ojczyzny. Nazwa założonego przez nich kibucu została zaczerpnięta od przepływającej w pobliżu rzeki Gaton. Po wojnie do mieszkańców dołączyli byli żołnierze kompanii szturmowych Palmach, a następnie imigranci z Ameryki Południowej.

## Edukacja
Kibuc utrzymuje przedszkole. Starsze dzieci są dowożone do szkoły podstawowej w kibucu Kabri lub szkoły średniej w kibucu Ewron.

## Kultura i sport
W kibucu jest ośrodek kultury z biblioteką. Z obiektów sportowych jest basen pływacki, boisko do piłki nożnej oraz sala sportowa z siłownią.

## Gospodarka
Gospodarka kibucu opiera się na rolnictwie i sadownictwie. Uprawy polne obejmują arbuzy, kukurydzę, słonecznik, groch i bawełnę. W sadach hodowane są awokado, banany, kiwi, liczi, granaty, daktyle i migdały. Jest także ferma drobiu. Z zakładów przemysłowych, firma Yamaton produkuje opakowania tekturowe. Spółka Techdent Technologies Ltd. produkuje medyczny sprzęt stomatologiczny. Część mieszkańców pracuje poza kibucem, dojeżdżając do pobliskich stref przemysłowych.

## Infrastruktura
W kibucu jest przychodnia zdrowia, sklep wielobranżowy i warsztat mechaniczny.

## Transport
Z kibucu wyjeżdża się na zachód na drogę nr 8833, którą jadąc na północny wschód dojeżdża się do moszawu En Ja’akow i dalej do miasta Ma’alot-Tarszicha, lub jadąc na zachód dojeżdża się do drogi ekspresowej nr 89. Jadąc drogą nr 89 na wschód dojeżdża się do miejscowości Mi’ilja i miasta Ma’alot-Tarszicha, lub jadąc na zachód do skrzyżowania z drogą nr 70 przy kibucu Kabri. Lokalna droga prowadzi na południowy wschód do kibucu Jechi’am.